# Nana Iosseliani
Nana Iosseliani (née le 12 février 1962) est une joueuse d'échecs géorgienne. Elle détient les titres de grand maître international féminin et de maître international de la Fédération internationale des échecs.
Elle a remporté à deux reprises le tournoi des candidates pour le championnat du monde d'échecs féminin. En 1988, elle est défaite par Maia Tchibourdanidzé 8,5 - 9,5. En 1993, elle affronte Xie Jun pour le titre, et perd 2,5 - 8,5.
Elle a remporté le championnat d'URSS féminin à deux reprises.